# Jordi Morales Garcia
Jordi Morales Garcia (Esparreguera, 17 de novembre de 1987) és un jugador paralímpic de tennis de taula. Membre del Club Tennis Taula Natació Sabadell, va entrenar al Centre d'Alt Rendiment de Sant Cugat del Vallès i el 2016 havia participat en cinc Jocs Paralímpics. Actualment és jugador i entrenador al Club Esportiu Tennis Taula d'Esparreguera.

## Palmarès
Fou medalla de plata per equips en tennis de taula als Jocs Paralímpics de Londres de 2012 i medalla de bronze individual a Atenes en 2004. El 2003 fou campió d'Europa i el 2007 va aconseguir la medalla de plata al Campionat del Món i al d'Europa. En dobles, fou campió d'Europa el 2007 i subcampió del món el 2006. També va guanyar la medalla d'or per equips al Campionat del Món el 2010 i als Campionats d'Europa el 1999, 2003 i 2009. Va guanyar la medalla de bronze al Campionat d'Europa el 2011 i guanyà tres Campionats d'Espanya individuals, dos en dobles i dos per equips. Va guanyar la medalla d'or al campionat del món del 2018. Al 2018 va ser guardonat com a millor esportista paralímpic de l'any en tennis de taula per les ittf awards.